# David P. Holloway
David Pierson Holloway (* 7. Dezember 1809 in Waynesville, Warren County, Ohio; † 9. September 1883 in Washington, D.C.) war ein US-amerikanischer Politiker. Zwischen 1855 und 1857 vertrat er den Bundesstaat Indiana im US-Repräsentantenhaus.

## Werdegang
Im Jahr 1813 kam David Holloway mit seinen Eltern nach Cincinnati, wo er die öffentlichen Schulen besuchte. Danach absolvierte er eine Lehre im Druckerhandwerk. Dabei arbeitete er vier Jahre lang für die Zeitung „Cincinnati Gazette“. 1823 zog Holloway nach Richmond in Indiana. Dort erwarb er im Jahr 1832 die Zeitung „Richmond Palladium“, deren Verleger und Herausgeber er bis zu seinem Tode blieb.
Gleichzeitig begann er eine politische Laufbahn. In den Jahren 1843 und 1844 war er Abgeordneter im Repräsentantenhaus von Indiana; zwischen 1844 und 1850 gehörte er dem Staatssenat an. Im Jahr 1849 wurde er zum Revisor der Katasterämter ernannt (Examiner of Land Offices). Bei den Kongresswahlen des Jahres 1854 wurde Holloway als Kandidat der kurzlebigen Opposition Party im fünften Wahlbezirk von Indiana in das US-Repräsentantenhaus in Washington, D.C. gewählt, wo er am 4. März 1855 die Nachfolge von Samuel W. Parker antrat. Bis zum 3. März 1857 konnte er eine Legislaturperiode im Kongress absolvieren. Diese waren von den Ereignissen im Vorfeld des Bürgerkrieges bestimmt. Während seiner Zeit als Kongressabgeordneter war Holloway Vorsitzender des Landwirtschaftsausschusses.
Zwischen 1861 und 1865 fungierte David Holloway als Patentbeauftragter. Danach war er bis zu seinem Tod am 9. September 1883 als Patentanwalt in der Bundeshauptstadt Washington tätig.